# Spiací mních
Spiací mních – zbudowane z wapieni krynoidalnych skałki w miejscowości Kamenica na Słowacji. Pod względem geologicznym należą do Pienińskiego Pasa Skałowego (Pieninské bradlové pásmo). W podziale fizycznogeograficznym Słowacji znajdują się w obrębie Gór Czerchowskich (u ich południowo-zachodniego podnóża opadającego do Šariša (podregion: Ľubotínska pahorkatina).
Skały te od dawna budziły zainteresowanie ludzi. Już przed 10 wiekiem naszej ery miały swoją nazwę – Spiaci obor. Były wówczas miejscem kultu religijnego mieszkających tu Słowian. Potem, w związku z przejściem miejscowej ludności na chrześcijaństwo zmieniono ich nazwę na Spiaci mních, co w tłumaczeniu na język polski oznacza Śpiący Mnich. Nieco powyżej zabudowań Kamenicy mieli swój klasztor benedyktyni. Później dla skał tych pojawiły się nowsze nazwy: Spiaci princ (Śpiący książę), Indian (Indianin), Kamenná žena (Skamieniała kobieta), Kamenná baba (Skamieniała baba) i Śpiąca panna (Śpiąca panna). Wszystkie te nazwy nawiązują do wspólnego elementu: wyjątkowej i ogromnej naturalnej struktury podobnej do leżącego ciała. Głowa, szyja i klatka piersiowa mężczyzny są dobrze widoczne z drogi biegnącej poniżej. Na głowie można wyróżnić oko, ucho, nos.
Skały są pomnikiem przyrody. Chronione są ze względów na ich wartości geologiczne, botaniczne, zoologiczne, speleologiczne i prehistoryczne. Znajdują się w nich 4 jaskinie: Perúnova jaskyňa, Lónova jaskyňa, Tajomná kukla i Nosová skala. Przy biegnącej poniżej skał szosie Ľubotín – Lipany znajduje się parking, a przy nim obudowane, wydajne źródło wody Mnichov prameň.

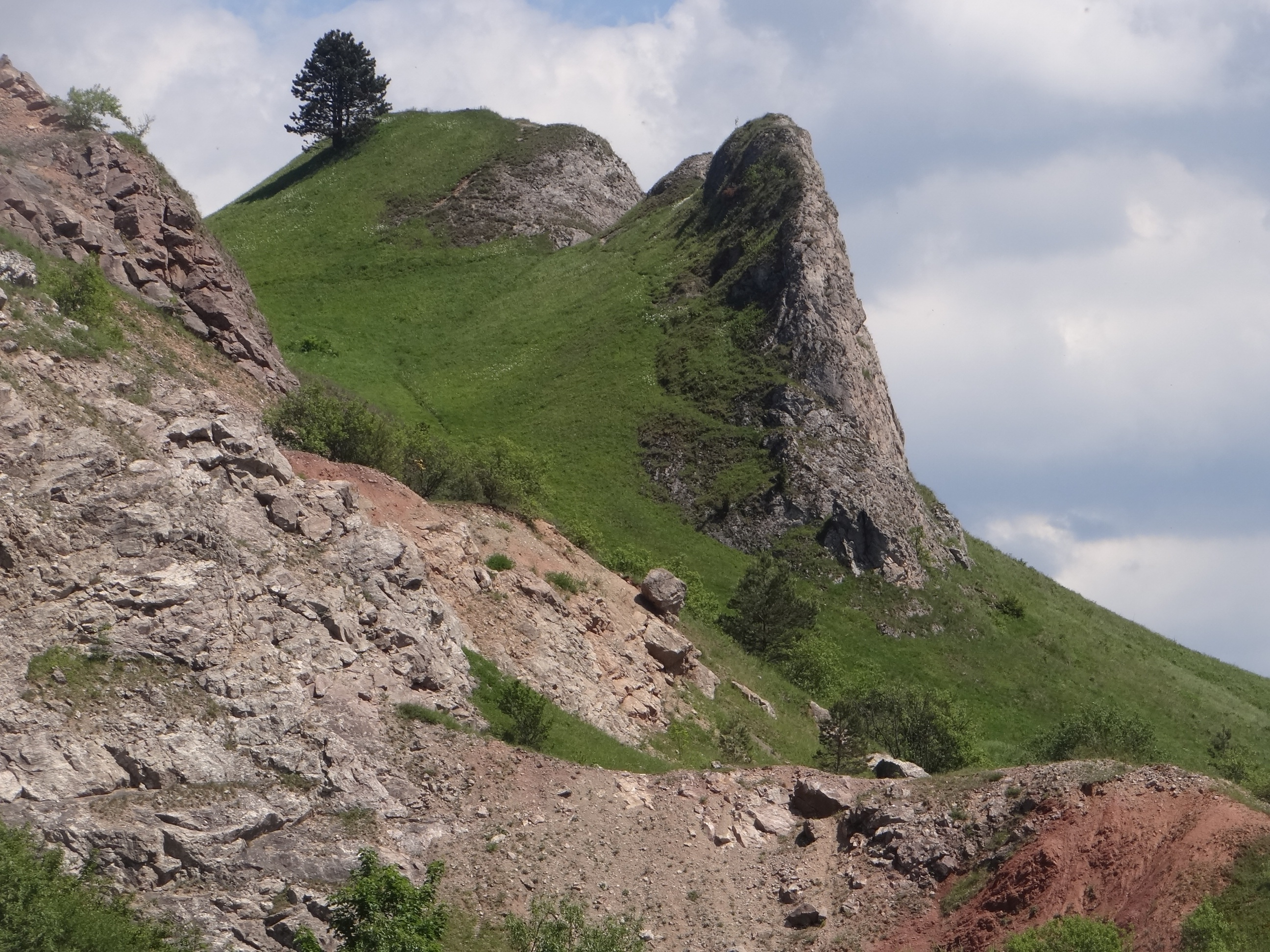
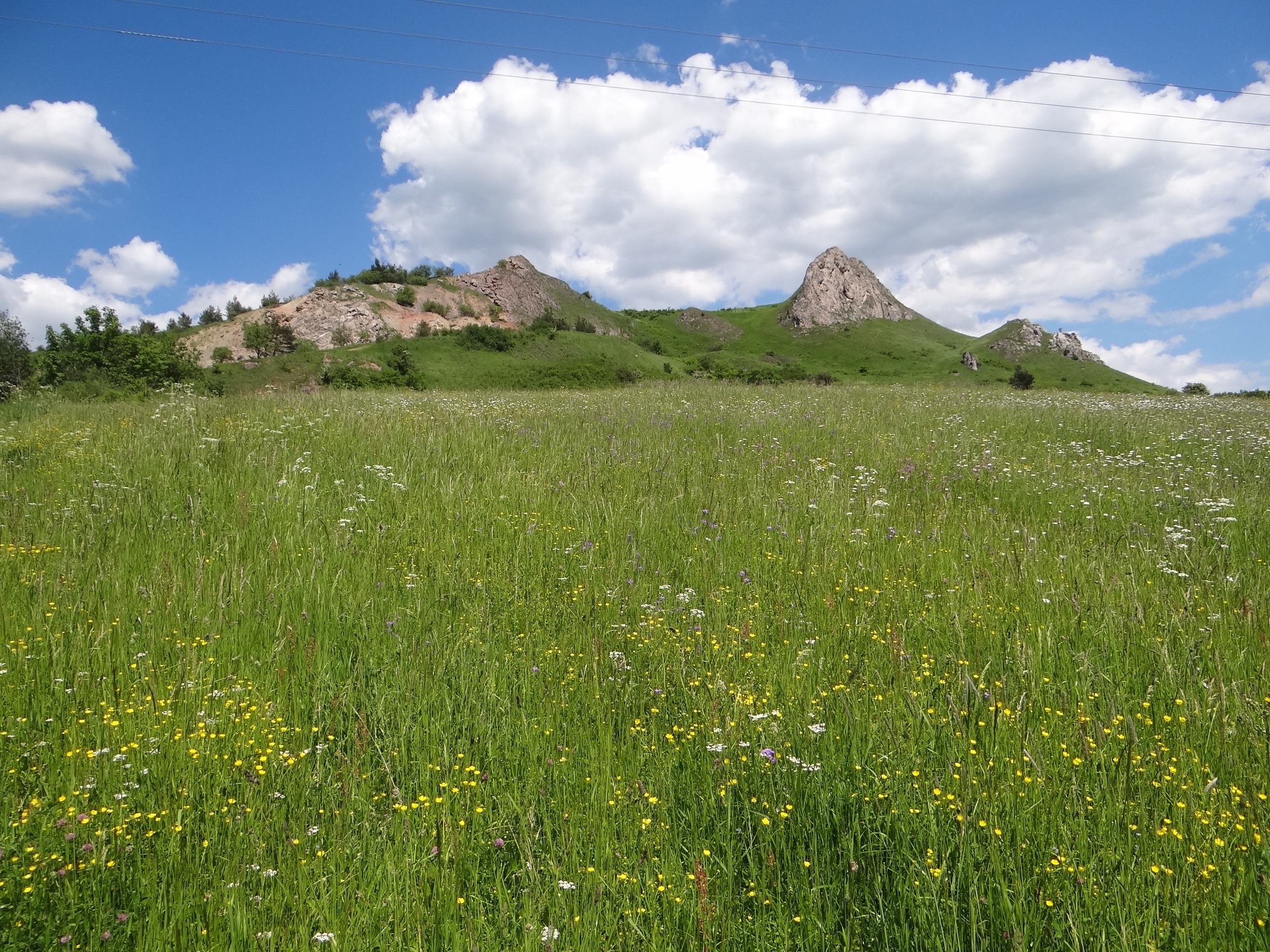
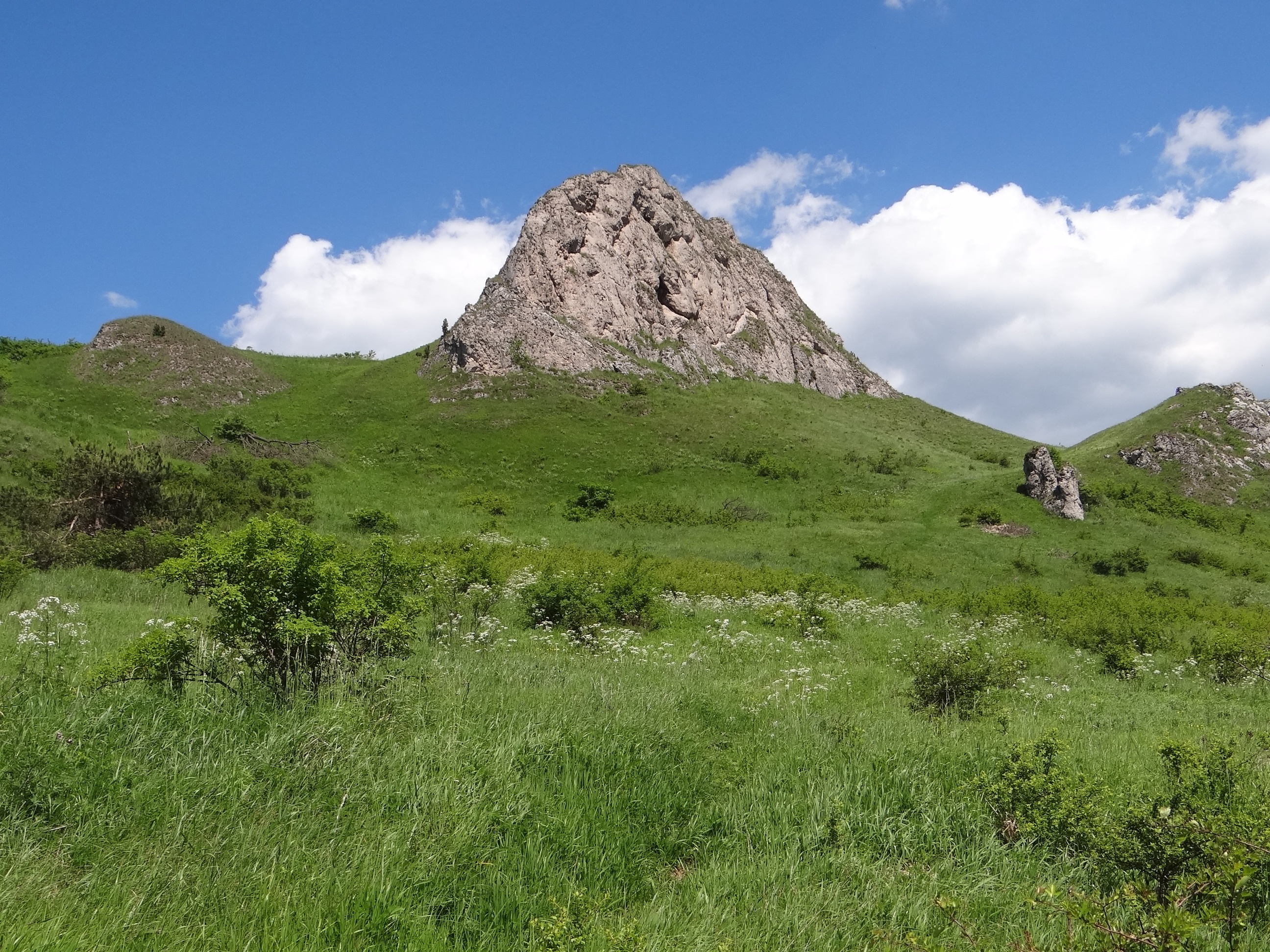
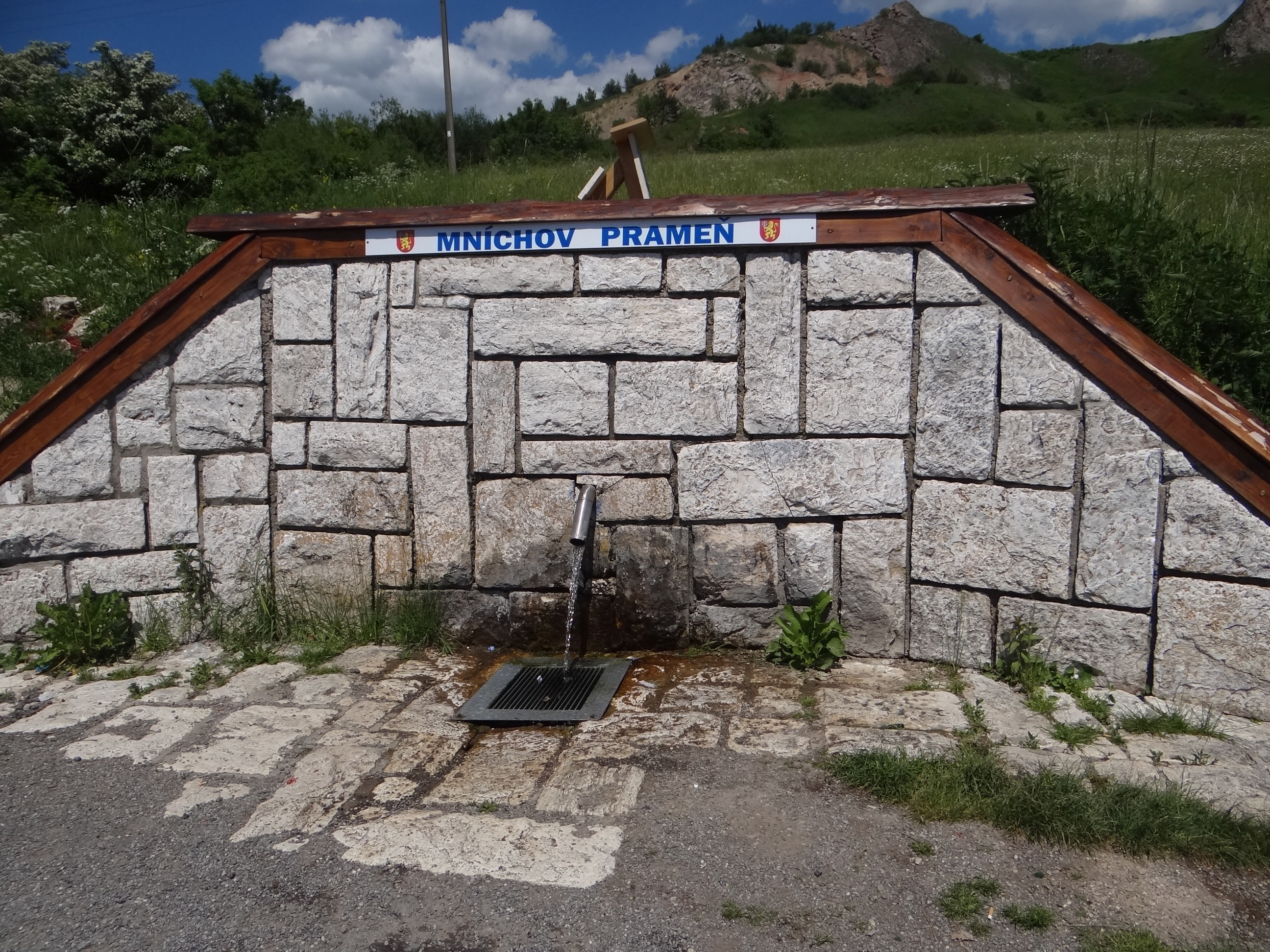
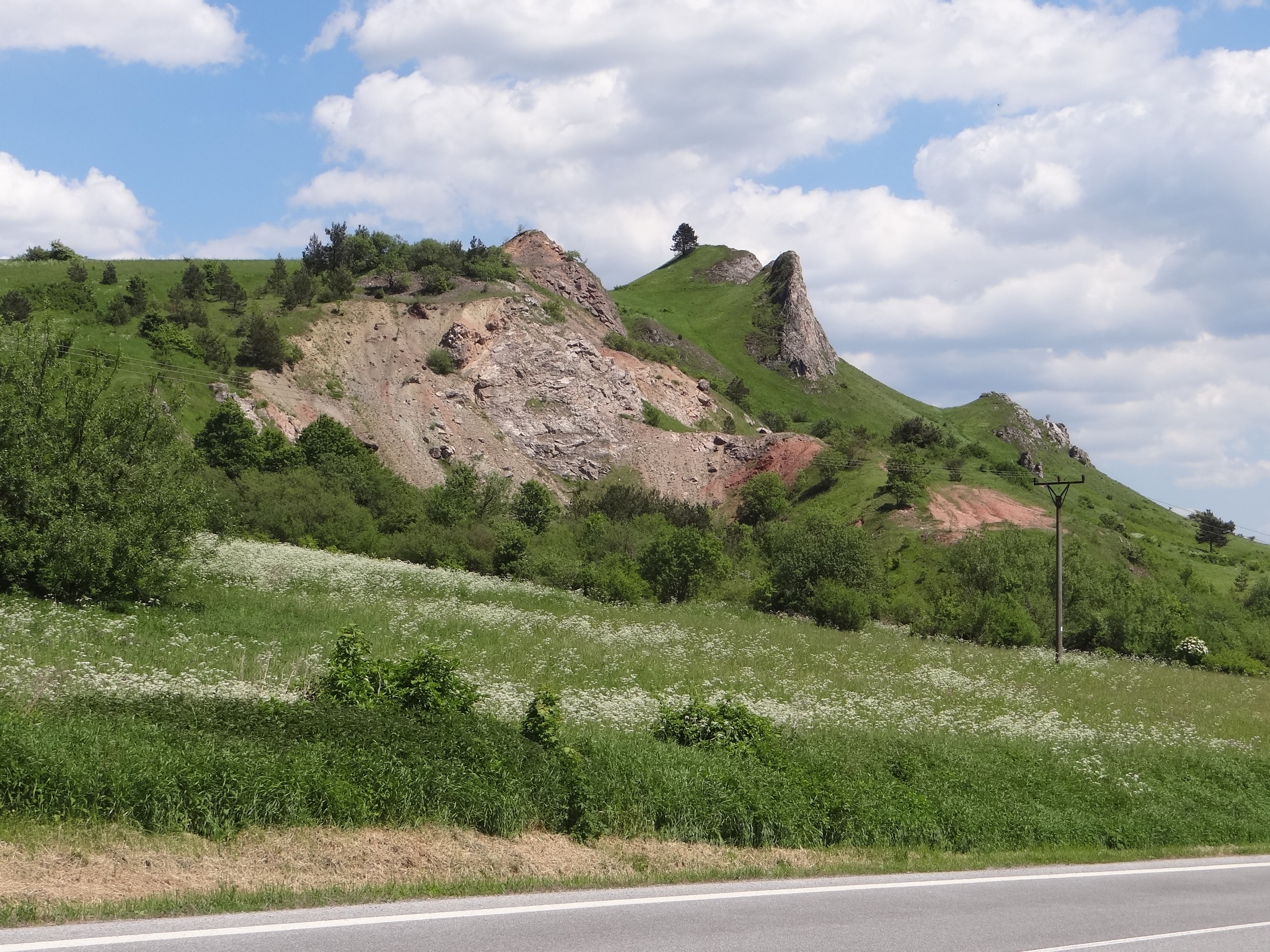